# Barbara Windsor
Barbara Windsor, właśc. Barbara Ann Deeks (ur. 6 sierpnia 1937 w Londynie, zm. 10 grudnia 2020 tamże) – brytyjska aktorka, występowała w komediach filmowych z lat 50., 60. i 70. oraz w operze mydlanej EastEnders.

## Życiorys
Pochodziła z niezbyt zamożnej rodziny – jej ojciec był ulicznym sprzedawcą warzyw i owoców, a matka pracowała jako krawcowa. Jako dziecko była znakomitą uczennicą, lecz zamiast kontynuować naukę, wolała poświęcić się aktorstwu i tańcowi. Już jako 13-letnia dziewczynka zadebiutowała w profesjonalnym teatrze, a mając 15 lat wystąpiła w swoim pierwszym musicalu na West Endzie. Jako siedemnastolatka po raz pierwszy zagrała w filmie, którym była komedia The Belles of St Trinian's.
W kolejnych latach nadal dzieliła swój czas między teatr, zwłaszcza musicalowy, a raczej lekkie gatunkowo kino. W 1963 była nominowana do Nagrody Filmowej BAFTA za rolę w filmie Sparrers Can't Sing. W 1965 zagrała w musicalu Oh, What a Lovely War! na Broadwayu i otrzymała za ten występ Nagrodę Tony, najważniejsze wyróżnienie w świecie amerykańskiego teatru komercyjnego. Równocześnie zaczęła pojawiać się w telewizji, występując w sitcomach The Rag Trade i Wild, Wild Women. Od 1964 pojawiała się także regularnie w filmach z popularnej serii Cała naprzód. Łącznie zagrała w dziewięciu filmach z tego cyklu w ciągu dziesięciu lat. Była tam zwykle obsadzana w rolach bardzo seksownych słodkich idiotek. W 1970 wystąpiła gościnnie w serialu Up Pompeii! jako striptizerka z czasów starożytności.
W latach 80. skupiła się głównie na pracy w teatrze, jedynie gościnnie pojawiając się w serialach telewizyjnych. W 1994 dołączyła do obsady EastEnders, najpopularniejszej brytyjskiej opery mydlanej. Grała w niej przez piętnaście lat, do jesieni 2009 roku, z przerwą w latach 2003-05, gdy leczyła się z wyjątkowo ciężkiej postaci choroby wywołanej wirusem Epsteina-Barr. Opuściła serial tłumacząc to względami rodzinnymi, a dokładniej chęcią spędzania większej części jej czasu z mężem.
W roku 2000 została odznaczona Orderem Imperium Brytyjskiego w uznaniu zasług dla brytyjskiej kultury. W 2010 otrzymała Freedom of the City of London, najwyższe odznaczenie przyznawane przez władze samorządowe City of London.

## Życie prywatne
Trzykrotnie wychodziła za mąż. Od 2000 jej trzecim mężem jest Scott Mitchell. Nigdy nie miała dzieci, co przedstawiła w swej autobiografii jako świadomy wybór, związany z jej trudnym dzieciństwem, w którym czuła się odrzucona przez ojca. W latach 70. łączył ją głośny romans z inną gwiazdą Całej naprzód, Sidem Jamesem, który stał się kanwą sztuki teatralnej Cleo, Camping, Emmanuelle and Dick Terry'ego Johnsona, wystawionej po raz pierwszy w Królewskim Teatrze Narodowym w 1998, a w 2000 zekranizowanej jako Cor, Blimey!.

## Nagrody
- Nagroda Tony Najlepsza aktorka musicalowa: 1965 Oh, What a Lovely War!